# مسعى التنين 5
مسعى التنين 5: العروس السماوية (ドラゴンクエストV 天空の花嫁 درورغون كويستو فايبو نتكو نو هانايومي) كما تعرف في اليابان أو مسعى التنين: يد العروس السماوية (بالإنجليزية: Dragon Quest: The Hand of the Heavenly Bride)‏ في أوروبا، هي لعبة فيديو تقمص الأدوار واللعبة الخامسة في سلسلة مسعى التنين. طورت اللعبة الأصلية شونسوفت ونشرتها إنكس، مسعى التنين 5 هي أول لعبة في السلسلة تصدر لمنصة سوبر نينتندو إنترتينمنت سيستم في اليابان في 27 سبتمبر 1992. أُعيد إنتاجها للبلاي ستيشن 2 في 2004؛ حيث طورتها آرتي بياتسا و‌ماتركس سوفتوير، ونشرتها سكوير إنكس فقط في اليابان. أُعيد إنتاجها مجددًا لمنصة نينتندو دي إس، وقد أُصدرت في 17 يوليو 2008 في اليابان. الإصدار المعاد إنتاجه قد أُصدر في أمريكا الشمالية في 17 فبراير 2009، وفي أوروبا في 20 فبراير 2009، مما جعلها أول مرة تصدر في هاتين المنطقتين. نسخة من اللعبة أُصدرت لمنصتي أندرويد و‌آي أو إس أُصدرت في اليابان في 12 ديسمبر 2014، وفي جميع أنحاء العالم بالإنجليزية في 22 يناير 2015.

## وصلات خارجية
- موقع مسعى التنين 5 الرسمي للأجهزة الذكية
 (باليابانية)